# Vääna
Vääna es una localidad situada en el municipio de Harku, en el condado de Harju, Estonia. Tiene una población estimada, en 2021, de 264 habitantes.
Está ubicada en el centro-norte del condado, a poca distancia al oeste de Tallin y junto a la costa del mar Báltico.